# Бабяковское сельское поселение
Бабяковское сельское поселение — муниципальное образование в составе Новоусманского района Воронежской области.
Административный центр — село Бабяково.

## Административное деление
В состав поселения входят:
- село Бабяково
- посёлок 1-го отделения совхоза «Новоусманский»
- посёлок 2-го отделения совхоза «Новоусманский»